# Clermont Pépin
Pour les articles homonymes, voir Pépin.
Clermont Pépin (Saint-Georges de Beauce, 15 mai 1926 - Montréal, 2 septembre 2006) est un compositeur québécois.

## Biographie
Né à Saint-Georges-de-Beauce, Clermont Pépin commence son éducation musicale avec le piano. À ses 12 ans, le pianiste et chef d’orchestre québécois Wilfrid Pelletier le présente à une matinée des Concerts symphoniques de Montréal en tant que compositeur et chef d’orchestre. Le début de la carrière du jeune compositeur se démarque par plusieurs prix et bourses, dont le prix du Canadian Performing Rights Society pour son Invention pour piano et un Ave Maria en 1937. En 1939, il reçoit une bourse de 500 $ pour avoir présenté une de ses symphonies qui a été jouée par l’orchestre symphonique de Québec. Ensuite, il part à Montréal pour suivre des cours de perfectionnement en piano avec Arthur Letondal (1869-1956) et des cours d’écriture avec Claude Champagne (1891-1965). 

### Formation aux États-Unis
À la suite des cours de perfectionnement qu’il reçut à Montréal, Clermont Pépin part pour Philadelphie dans l’intention de continuer ses études où il fut boursier du Curtis Institue de Philadelphie (1941-1944). Il trouva parmi ses professeurs, Jeanne Behrend (1911-1988) pour lui enseigner le piano et Rosario Scalero (1870-1954) pour sa formation en composition.  À son retour dans la ville de Montréal, Pépin s’inscrit au Conservatoire de musique de Montréal (CMM) pour poursuivre son éducation musicale au piano et à la composition, de même que la musique de chambre et la direction d’orchestre. En outre, il reçut trois bourses de l’Association des Compositeurs, Auteurs et Éditeurs du Canada (CAPAC), ce qui lui permit de poursuivre ses études dans son domaine au Royal Conservatory of Music Theatre (RCMT).

### Formation en Europe
En 1949, il gagne le Prix d’Europe comme pianiste Clermont fit un séjour à Paris de 1949 à 1955. Durant son séjour, il y travaille ses deux principales activités sois la composition et le piano au Conservatoire de Paris. Il s’initia à la musique sérielle avec Pierre Boulez et Karlheinz Stockhausen où il avouera : « Je n’aimais pas la musique sérielle, mais elle m’intriguait. Ce n’est que peu à peu que j’ai commencé à employer cette technique dans mes œuvres jusque-là tonales. » De retour au Québec, il enseigne au Conservatoire de musique de Montréal de 1955 à 1964 à de jeunes musiciens, dont plusieurs sont aujourd'hui illustres, tels François Dompierre, André Gagnon, André Prévost et Micheline Coulombe Saint-Marcoux. Il dirige cet organisme de 1967 à 1973. Pépin est notamment connu pour ses symphonies Quasars, La messe sur le monde, Implosion et pour ses ballets dont L'Oiseau-phénix et Le Porte-rêve. 
Il se mérite la médaille de l'Ordre du Canada en 1981 puis en 1990 il devient officier de l’Ordre national du Québec. 

### Concours de musique Clermont-Pépin
Il est le fondateur du Concours de musique Clermont-Pépin en 1986. Ce concours de musique est une initiative dans l’objectif d’encourager et de stimuler les jeunes nouveaux musiciens dans le domaine de la musique classique.Chaque année, des juges invités d’un niveau professionnel viennent écouter et juger la performance des jeunes musiciens. Une bourse de près de 10 000 dollars est distribuée aux gagnants de différentes catégories.
En 1980, il créa sa propre maison d’édition dans le but de publier l’entièreté de ses œuvres. Il est l'auteur d'une autobiographie, intitulée Piccoletta, souvenirs, parue quelques jours seulement après sa mort en 2006. 
Le fonds d'archives de Clermont Pépin est conservé au centre d'archives de Montréal de la Bibliothèque et Archives nationales du Québec.

## Honneurs
- 1949 - Prix d'Europe
- 1952 - Prix du Centenaire de l'Université Laval
- 1955 - Prix international de composition de Radio-Luxembourg
- 1970 - Prix Calixa-Lavallée
- 1981 - Officier de l'Ordre du Canada
- 1990 - Bene merenti de patria
- 1990 - Officier de l'Ordre national du Québec